# Provincia della Nuova Britannia Occidentale
La Nuova Britannia Occidentale è una provincia della Papua Nuova Guinea, sita nell'isola di Nuova Britannia e appartenente alla Regione delle Isole.

## Geografia antropica

### Suddivisioni amministrative
La provincia è suddivisa in distretti, che a loro volta sono suddivisi in aree di governo locale (Local Level Government Areas).
| Distretto                        | Capoluogo | Aree LLG               |
| -------------------------------- | --------- | ---------------------- |
| Distretto di Kandrian-Gloucester | Kandrian  | Gasmata Rural          |
| Distretto di Kandrian-Gloucester | Kandrian  | Gloucester Rural       |
| Distretto di Kandrian-Gloucester | Kandrian  | Kandrian Coastal Rural |
| Distretto di Kandrian-Gloucester | Kandrian  | Kandrian Inland Rural  |
| Distretto di Kandrian-Gloucester | Kandrian  | Kove-Kaliai Rural      |
| Distretto di Talasea             | Kimbe     | Bali-Witu Rural        |
| Distretto di Talasea             | Kimbe     | Bialla Rural           |
| Distretto di Talasea             | Kimbe     | Hoskins Rural          |
| Distretto di Talasea             | Kimbe     | Kimbe Urban            |
| Distretto di Talasea             | Kimbe     | Mosa Rural             |
| Distretto di Talasea             | Kimbe     | Talasea Rural          |